# اوئه‌سوگی توموسادا
اوئه‌سوگی توموسادا (به ژاپنی: 上杉朝定 Uesugi Tomosada); ۱ ژانویهٔ ۱۵۲۵ – ۱۹ مهٔ ۱۵۴۶) سامورایی در دوره سنگوکو اهل ژاپن بود. بزرگ‌ترین پسر قانونی اوئه‌سوگی توموئوکی از یکی از شاخه های خاندان اوئه‌سوگی، پس از مرگ پدرش در سال ۱۵۳۷، اگرچه او هنوز کودک بود. توموسادا رهبری یک حمله به خاندان هوجوی اخیر در منطقه تاچیبانا در ولایت موساشی را بر عهده داشت. با این حال، هوجو اوجیتسونا قلعه کاواگو را به زودی از دست عموی توموسادا، اوئه‌سوگی توموناری، گرفت.